# Voutezac
Voutezac är en kommun i departementet Corrèze i regionen Nouvelle-Aquitaine i de centrala delarna av Frankrike. Kommunen ligger  i kantonen Juillac som tillhör arrondissementet Brive-la-Gaillarde. År 2022 hade Voutezac 1 243 invånare.

## Befolkningsutveckling
Antalet invånare i kommunen Voutezac
Referens:INSEE